# شهرستان تمیر (قزاقستان)
شهرستان تمیر (به قزاقی: Темір ауданы، تەمىر اۋدانى) یک منطقهٔ مسکونی در قزاقستان است که در استان آق‌تپه واقع شده‌است. تمیر ۳۶٬۵۵۱ نفر جمعیت دارد.